# Vase de fleurs (Willem Van Aelst)
Vase de fleurs est une peinture à l’huile sur bois de chêne de Willem van Aelst datant de 1651. Mesurant 44,8 sur 33,4 centimètres, ce panneau est signé et daté en bas de la draperie « w. v. Ales 1651 » (très difficilement lisible),. L'œuvre est conservée au musée des Augustins à Toulouse. Elle fait partie de la collection de peintures hollandaises de l'institution.

## Historique de l'œuvre
La peinture fait partie de la saisie révolutionnaire des biens du défunt Anne-François-Victor Le Tonnelier de Breteuil en 1794 et se trouve au musée des Augustins depuis 1799,. Comme pour la Tête d’un Vieillard barbu, l’œuvre a été officiellement acquise à la suite de la loi du 4 janvier 2002.

## Description
Sur un parapet de marbre noir veiné blanc, un vase en pierre bleue sur monture dorée à motif de feuilles d'acanthes contient un bouquet de fleurs. Ce bouquet, pleinement épanoui dans l'espace, est composé de roses anciennes, d'hortensias blanches, d'un pivoine rouge, d'une tulipe flammée blanche-rouge et d'une anémone. Le bouquet, dont certaines fleurs sont placées en pleine lumière, ressort du mur sombre de la pièce. La lumière vient d'en haut à gauche et est placée à l'avant du bouquet. En effet, au sein même du bouquet, les fleurs, plus en avant, sont plus éclairées, ressortant par rapport au feuillage et quelques hortensias en retrait. Cela assure une sorte de transition entre les fleurs aux couleurs chatoyantes et le fond terne. En faisant plus attention au bouquet, nous pouvons observer plusieurs insectes (chenille et libellule), créant une sorte de jeu d’observation pour le spectateur, cherchant les insectes parmi les pétales et feuillages.

## Analyse
Cette idée de « cacher » des insectes dans des bouquets est largement répandue chez les peintres de nature morte hollandais et flamands des XVIIe et XVIIIe siècles siècles (cf quelques exemples : Fruits et coquillages, , ). Cela dénote de la passion de certains artistes pour le goût du détail, mais également de l’engouement entomologique des Provinces-Unies à cette époque. Ici, la représentation d’une chenille (donc une larve) et d’un insecte adulte en témoigne.
Au-delà de l’entomologie, les Hollandais ont un immense attrait pour les fleurs, et par extension les tableaux de bouquet. Les fleurs peintes ne sont pas choisies au hasard, et, tout comme le vase précieux, peuvent être des symboles de luxe. La tulipe flammée notamment était une variété de tulipe particulièrement prisée :  « Ce sont surtout les tulipes a plusieurs couleurs, les tulipes flammees et panachees, issues de bulbes de fleurs « normales », qui excitaient la convoitise des collectionneurs ». À ce sujet, il est intéressant de s’informer sur la tulipomania et son krach en 1637.

## Biographie de l'artiste
Willem van Aelst a presque exclusivement réalisé des natures mortes de banquet et de bouquet durant sa carrière. Ceux-ci lui valurent une grande renommée que ce soit dans les Provinces-Unies ou lors de ses voyages. Par exemple à Florence il travaille pour le grand-duc de Toscane Ferdinand II de Médicis et le cardinal Jean-Charles de Médicis, accroche les tableaux d’Aelst dans ses appartements privées dans le Palazzo Venturi Ginori, à coté d'œuvres de Raphael, Corrège et un peintre italien de nature morte Mario de’Fiori. Ses bouquets élaborés et raffinés ont inspiré plusieurs de ses élèves (Maria van Oosterwijck, Rachel Ruysch) et suiveurs (Jan van Huysum).
Le musée conserve également Nature morte de fruit du même maître.

### Ouvrages
- Musée des Augustins, Le Nord en lumières : La peinture hollandaise et flamande au musée des Augustins (dossier de presse d'exposition au Musée des Augustins), Toulouse, Musée des Augustins, 2005, 21 p.

- David Fiozzi, Les tableaux hollandais des XVIIe et XVIIIe siècles du musée des Augustins : catalogue raisonné (catatalogue à l'occasion de l'exposition « Le Nord en lumières : La peinture flamande et hollandaise au musée des Augustins »), Toulouse, Musée des Augustins, 2004, 158 p. (ISBN 2-901820-35-2, lire en ligne)
- David Fiozzi, Catalogue critique et raisonné des tableaux hollandais des XVIIe et XVIIIe siècles conservés au musée des Augustins, Paris, Mémoire de Maîtrise de l'Université de Paris IV sous la direction d'Alain Mérot, 1999.